# 菲尔·古尔丁
菲尔·古尔丁（英語：Phil G. Goulding，1921年—1998年9月8日）是一位美国新闻记者，曾担任美国国防部发言人，和國防部公共事务助理部長。从政府退休后，曾担任石油公司高管，并出版了《古典作曲家排行榜》等畅销书籍。

## 生平
古尔丁1921年出生于美国旧金山，毕业于纽约汉密尔顿学院。二战期间，他是一名海军低层军官。1947年，他成为俄亥俄州克利夫兰《诚恳家日报》（The Plain Dealer）的记者，1950-1965年在这家报纸的华盛顿分社工作。
1965年，他进入美国国防部公共事务办公室，1967年晋升为国防部公共事务助理秘书，1967年2月28日至1969年1月20日任职。。古尔丁在20世纪60年代中期担任五角大楼官方发言人，1967年担任国防部首席发言人，他经常在五角大楼举行关于越南战争的新闻发布会。由于约翰逊总统选择不发表任何公开声明，他不得不处理许多令人不安的难题。
他向公众转述的关于东南亚军事行动的一些信息是不准确的，他后来也承认了这一点。
1969年离开美国军队后，他成为一位成功的石油工业高管。晚年，他撰写并讲授古典音乐，1992年出版了一本广受欢迎的《古典作曲家排行榜》（Classical Music: The 50 Greatest Composers and Their 1,000 Greatest Works），列出了50位最伟大的古典作曲家，其中巴赫、莫扎特和贝多芬被他称为不朽的作曲家，而瓦格纳、海顿、勃拉姆斯、舒伯特、舒曼、亨德尔和柴可夫斯基被称为半人半神的作曲家。所列10人中，前面9位均为德国人。
1998年9月8日，古尔丁在马里兰州波托马克的家中死于癌症，享年77岁。美国国防部发表声明，给予高度评价。